# Occidozyga borealis
Occidozyga borealis är en groddjursart som först beskrevs av Annandale 1912.  Occidozyga borealis ingår i släktet Occidozyga och familjen Dicroglossidae. IUCN kategoriserar arten globalt som sårbar. Inga underarter finns listade i Catalogue of Life.